# Eric Boguniecki
Eric Boguniecki (né le 6 mai 1975 à New Haven dans le Connecticut aux États-Unis) est un joueur professionnel de hockey sur glace.

## Carrière de joueur
Il est sélectionné en 1993 lors du repêchage d'entrée dans la Ligue nationale de hockey par les Blues de Saint-Louis en huitième ronde (143e choix).
Il choisit alors de jouer dans le championnat universitaire (NCAA) pour l'équipe de l'université du New Hampshire pour les Wildcats du New Hampshire. Il reste quatre ans dans le championnat universitaire puis rejoint les ligues mineures en 1997 (ECHL, Ligue internationale de hockey, Ligue américaine de hockey) avant de faire ses débuts 2 ans plus tard sur une patinoire de la LNH.
Ainsi au cours de la saison 1999-2000, alors qu'il a signé avec les Panthers de la Floride, il joue 4 matchs dans la LNH. À la fin de la saison, il retourne joueur pour les Blues mais il ne parvient toujours pas à se faire une place dans la LNH. En 2001-02, il reçoit le trophée Les-Cunningham en tant que joueur le plus utile de son équipe.
2002-2003 est la première saison qu'il réalise en participant quasiment à tous les matchs des Blues.
Au cours du lock-out 2004-2005 de la LNH, il rejoint pour une dizaine de matchs le championnat suisse et le SC Langenthal. Il finit la saison dans la LAH avec les IceCats de Worcester.
Il commence la 2005-2006 avec les Blues mais la finira avec les Penguins de Pittsburgh qu'il quittera à la fin de la saison pour rejoindre les Blue Jackets de Columbus. Finalement quelque temps plus il prend le chemin des Islanders de New York sans avoir joué un match avec les Blue Jackets.
Au bout d'une dizaine de matchs avec les Islanders, il est affecté à la franchise des Sound Tigers de Bridgeport dans la LAH.

## Statistiques
| Saison     | Équipe                     | Ligue      |     | Saison régulière | Saison régulière | Saison régulière | Saison régulière | Saison régulière |   | Séries éliminatoires | Séries éliminatoires | Séries éliminatoires | Séries éliminatoires | Séries éliminatoires |
| Saison     | Équipe                     | Ligue      | PJ  | B                | A                | Pts              | Pun              | PJ               | B | A                    | Pts                  | Pun                  |                      |                      |
| 1993-1994  | Wildcats du New Hampshire  | NCAA       | 40  | 17               | 16               | 33               | 66               | -                | - | -                    | -                    | -                    |                      |                      |
| 1994-1995  | Wildcats du New Hampshire  | NCAA       | 34  | 12               | 19               | 31               | 62               | -                | - | -                    | -                    | -                    |                      |                      |
| 1995-1996  | Wildcats du New Hampshire  | NCAA       | 32  | 23               | 29               | 52               | 46               | -                | - | -                    | -                    | -                    |                      |                      |
| 1996-1997  | Wildcats du New Hampshire  | NCAA       | 36  | 26               | 31               | 57               | 58               | -                | - | -                    | -                    | -                    |                      |                      |
| 1997-1998  | Bombers de Dayton          | ECHL       | 26  | 19               | 18               | 37               | 36               | -                | - | -                    | -                    | -                    |                      |                      |
| 1997-1998  | Komets de Fort Wayne       | LIH        | 35  | 4                | 8                | 12               | 29               | 4                | 1 | 2                    | 3                    | 10                   |                      |                      |
| 1998-1999  | Komets de Fort Wayne       | LIH        | 72  | 32               | 34               | 66               | 100              | 2                | 0 | 1                    | 1                    | 2                    |                      |                      |
| 1999-2000  | Panthers de Louisville     | LAH        | 57  | 33               | 42               | 75               | 148              | 4                | 3 | 2                    | 5                    | 20                   |                      |                      |
| 1999-2000  | Panthers de la Floride     | LNH        | 4   | 0                | 0                | 0                | 2                | -                | - | -                    | -                    | -                    |                      |                      |
| 2000-2001  | Blues de Saint-Louis       | LNH        | 1   | 0                | 0                | 0                | 0                | -                | - | -                    | -                    | -                    |                      |                      |
| 2000-2001  | Panthers de Louisville     | LAH        | 28  | 13               | 12               | 25               | 56               | -                | - | -                    | -                    | -                    |                      |                      |
| 2000-2001  | IceCats de Worcester       | LAH        | 45  | 17               | 28               | 45               | 100              | 9                | 3 | 2                    | 5                    | 10                   |                      |                      |
| 2001-2002  | IceCats de Worcester       | LAH        | 63  | 38               | 46               | 84               | 181              | 3                | 2 | 0                    | 2                    | 4                    |                      |                      |
| 2001-2002  | Blues de Saint-Louis       | LNH        | 8   | 0                | 1                | 1                | 4                | 1                | 0 | 1                    | 1                    | 0                    |                      |                      |
| 2002-2003  | Blues de Saint-Louis       | LNH        | 80  | 22               | 27               | 49               | 38               | 7                | 1 | 2                    | 3                    | 2                    |                      |                      |
| 2003-2004  | Blues de Saint-Louis       | LNH        | 27  | 6                | 4                | 10               | 20               | 1                | 0 | 0                    | 0                    | 0                    |                      |                      |
| 2003-2004  | IceCats de Worcester       | LAH        | 3   | 0                | 1                | 1                | 0                | -                | - | -                    | -                    | -                    |                      |                      |
| 2004-2005  | SC Langenthal              | LNB        | 10  | 5                | 3                | 8                | 47               | -                | - | -                    | -                    | -                    |                      |                      |
| 2004-2005  | IceCats de Worcester       | LAH        | 30  | 14               | 11               | 25               | 46               | -                | - | -                    | -                    | -                    |                      |                      |
| 2005-2006  | Blues de Saint-Louis       | LNH        | 9   | 1                | 4                | 5                | 4                | -                | - | -                    | -                    | -                    |                      |                      |
| 2005-2006  | Penguins de Pittsburgh     | LNH        | 38  | 5                | 6                | 11               | 29               | -                | - | -                    | -                    | -                    |                      |                      |
| 2005-2006  | Rivermen de Peoria         | LAH        | 2   | 0                | 0                | 0                | 4                | -                | - | -                    | -                    | -                    |                      |                      |
| 2006-2007  | Crunch de Syracuse         | LAH        | 6   | 0                | 0                | 0                | 8                | -                | - | -                    | -                    | -                    |                      |                      |
| 2006-2007  | Islanders de New York      | LNH        | 11  | 0                | 0                | 0                | 8                | -                | - | -                    | -                    | -                    |                      |                      |
| 2006-2007  | Sound Tigers de Bridgeport | LAH        | 48  | 22               | 32               | 54               | 48               | -                | - | -                    | -                    | -                    |                      |                      |
| 2007-2008  | ERC Ingolstadt             | DEL        | 16  | 4                | 14               | 18               | 24               | 3                | 1 | 3                    | 4                    | 2                    |                      |                      |
| 2008-2009  | Chops de l'Iowa            | LAH        | 69  | 18               | 16               | 34               | 52               | -                | - | -                    | -                    | -                    |                      |                      |
| 2009-2010  | Aces de l'Alaska           | ECHL       | 51  | 19               | 28               | 47               | 52               | 4                | 0 | 2                    | 2                    | 2                    |                      |                      |
| Totaux LNH | Totaux LNH                 | Totaux LNH | 178 | 34               | 42               | 76               | 105              | 9                | 1 | 3                    | 4                    | 2                    |                      |                      |

## Trophées et honneurs personnels
- Hockey East
  - 1997 : nommé dans la 2e équipe d'étoiles
- Ligue américaine de hockey
  - 2002 : nommé dans la 1re équipe d'étoiles
  - 2002 : trophée Les-Cunningham